# Allerseelen (Roman)
Allerseelen (niederländisch: Allerzielen) ist ein Roman des niederländischen Schriftstellers Cees Nooteboom, der 1998 veröffentlicht wurde. Der erste Roman nach Nootebooms Erfolgsnovelle Die folgende Geschichte wurde insbesondere in Deutschland mit besonderer Beachtung aufgenommen, da sein Handlungsort das wiedervereinigte Berlin war und er das Verhältnis von Niederländern und Deutschen und ihre unterschiedliche Mentalität thematisierte.

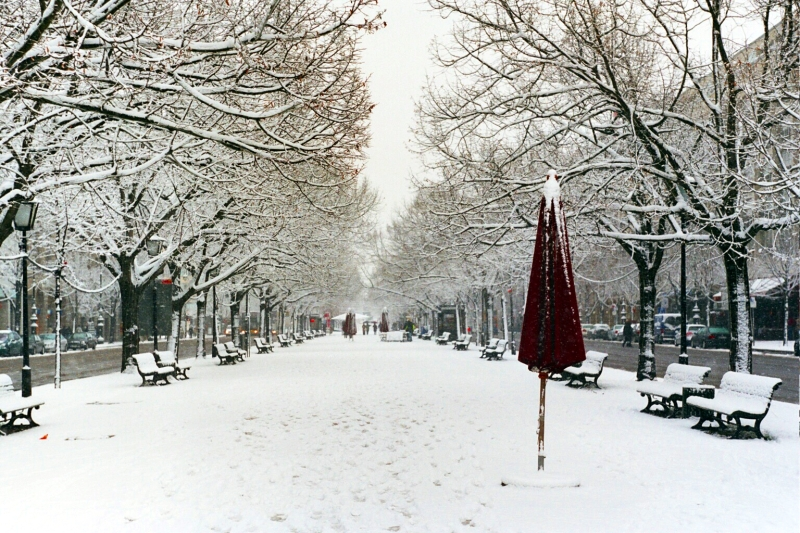
Berlin, Unter den Linden im Winter

## Inhalt
Arthur Daane, ein niederländischer Dokumentarfilmer von 44 Jahren, lebt seit dem Tod seiner Frau Roelfje und des gemeinsamen Sohnes Thomas bei einem Flugzeugunglück allein. Die Unstetigkeit seines Berufes führt dazu, dass er auf der ganzen Welt in Hotels und Appartements internationaler Kollegen logiert. Seine eigene, spärlich möblierte Wohnung in Amsterdam dient ihm hauptsächlich als Büro. Eine besondere Anziehung übt Berlin auf Daane aus. Die geschichtsträchtige Melancholie der deutschen Hauptstadt harmoniert mit seinen eigenen Stimmungen, und Daane meint in Berlin die Weite des Ostens zu spüren. Hier leben auch seine Freunde: der ebenfalls niederländische Bildhauer Victor Leven, der deutsche Philosoph Arno Tieck und die russische Physikerin und Galeristin Zenobia Stejn. Mit ihnen diskutiert Daane nächtelang in dem Pfälzer Weindorf des Heinz Schultze über Hildegard von Bingen, Hegel und Nietzsche, deutsche Geschichte, Lebensart und Hausmannskost. Neben diesem Dreigestirn besitzt nur noch Erna eine starke Bedeutung für Daane. Sie, die Daanes älteste und beste Freundin ist, holt ihn mit ihrer direkten Art in regelmäßigen Telefongesprächen stets wieder auf den Boden der Tatsachen zurück.
Seine Arbeit ist für Daane in erster Linie Broterwerb. Er sperrt sich gegen die Gesetze des Marktes, die nach der Auffassung der Fernsehredakteure Aktion statt Reflexion verlangen. So arbeitet er in seinen Mußestunden an seinem eigenen Filmprojekt, seiner „Sammlung“ aus scheinbar unzusammenhängenden Szenen und Filmfragmenten, die nach seiner Hoffnung irgendwann ein großes Ganzes ergeben werden. Er will die Dinge festhalten, die eigentlich nicht der Mühe wert seien, aufgenommen zu werden: „Das Rauschen. Das, womit kein Mensch sich befaßt.“ Erna nennt seine Arbeit dagegen kurz und bündig „Rumwurschteln“.
Als Daane in einem kalten Winter der späten neunziger Jahre wieder einmal in Berlin eintrifft, begleitet seine Ankunft eine ungewöhnliche Häufung von Unglücks- und Todesfällen. Eine Heilsarmistin ruft ihn im Schneegestöber zur Versorgung eines am Straßenrand liegenden Betrunkenen zur Hilfe. An einer verwaisten Bushaltestelle führt er das letzte Gespräch mit einer vergeblich wartenden alten Frau, die noch am gleichen Tag stirbt. Eine Polizistin, die Daane das Filmen auf einer Baustelle untersagen will, verursacht mit dem Polizeiwagen einen Unfall. Am Abend stirbt der ehemalige Stehgeiger Galinsky im Beisein Daanes und seiner Freunde still sitzend auf seinem Stammplatz in Schultzes Weinlokal.

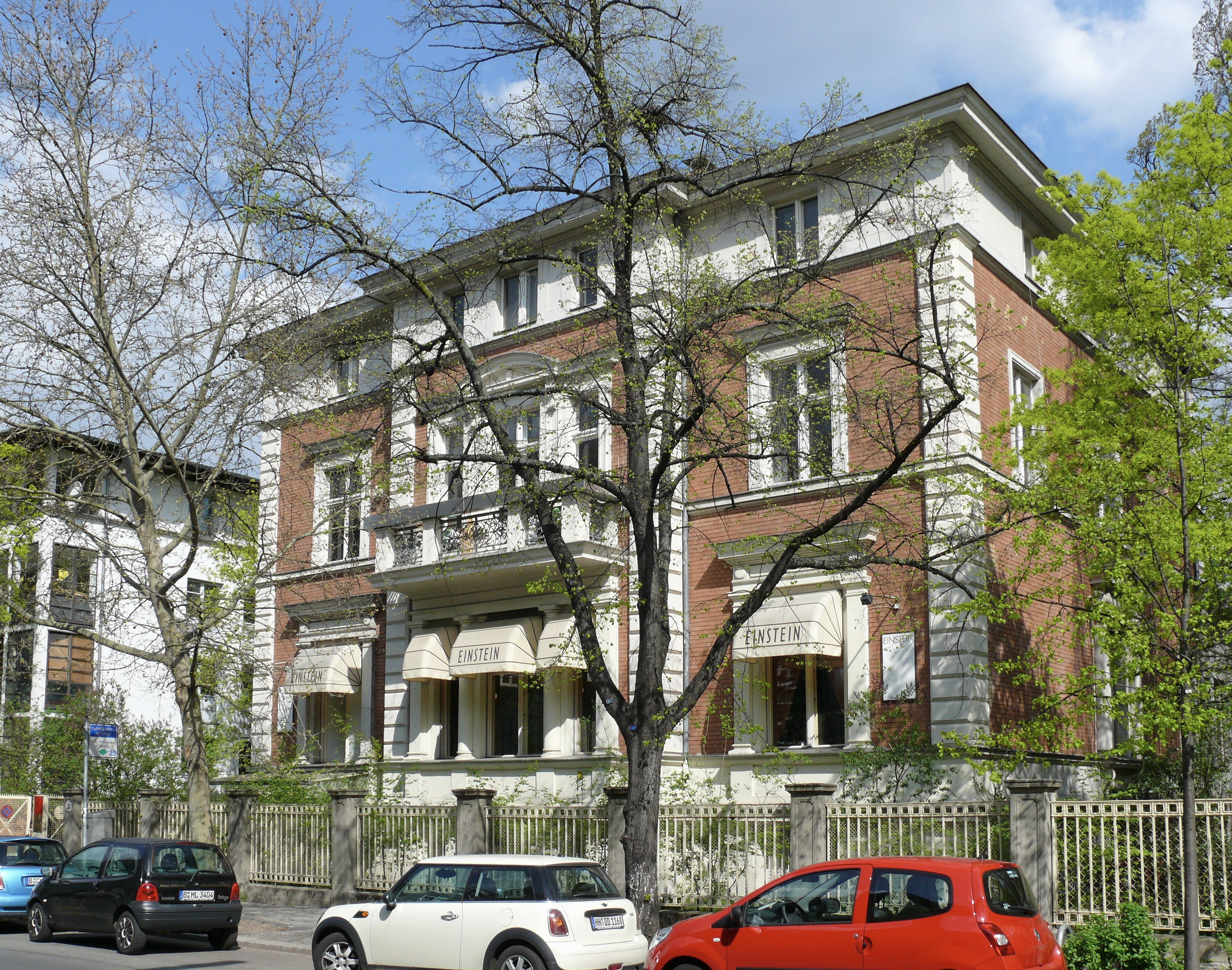
Café Einstein in der Kurfürstenstraße

Doch Daane begegnet auch einer jungen Frau mit „Funkelaugen“ und „Berberkopf“, der er im Café Einstein beim Griff zur Tageszeitung El País zuvorkommt, was sie mit einem bösen Blick quittiert. Als er sie später in den Straßen Berlins wiedertrifft, folgt er ihr bis zur Staatsbibliothek, in der er sie anspricht. Er erfährt, dass sie Elik Oranje heißt, in Spanien geboren wurde als Kind einer Alkoholikerin und eines unbekannten Vaters aus dem Maghreb. Mit zehn Jahren kam sie in die Niederlande, wo sie von ihrer Großmutter aufgezogen wurde. Jetzt studiert sie Geschichte und arbeitet an ihrer Dissertation über die spanische Königin Urraca. Doch auch als sie sich näherkommen, verschweigt Elik Arthur ihre Verletzungen, die sie zur Einzelgängerin werden ließen, die Herkunft ihrer Gesichtsnarbe und teilt ihm weder Adresse noch Telefonnummer mit. Wenn sie zu ihm in Kontakt tritt, taucht sie unvermittelt in seiner Wohnung auf, an deren Tür sie kratzt wie eine Katze. Bei einem Abend in den Hackeschen Höfen gibt Elik Arthur einen Einblick in den verborgenen Teil ihres Wesens. Sie sucht die Herausforderung in einer Kellerkneipe, in der Skinheads verkehren, tanzt wütend zu der gegen sie als Ausländerin gerichteten Musik, bis sie eine Schlägerei provoziert, bei der auch Daane verletzt wird, ehe sie flüchten.
Für einige Wochen verreist Daane nach Kioto. Dort filmt er „Stille“ in den buddhistischen Tempelanlagen und kommt wieder zu sich. Doch als er zurückkehrt, ist Elik Oranje verschwunden. Lediglich einen Abschiedsbrief an seinen Freund Arno Tieck hat sie hinterlassen, der als Absender die Adresse ihrer Großmutter in De Rijp trägt. Arthur Daane folgt der Spur, die ihn weiter nach Madrid führt, wo er Elik im Nationalarchiv wiederfindet. Doch bereits ihr erster Blick macht ihm klar, dass er nicht hätte kommen dürfen. Er erfährt, dass Elik während seiner Japanreise bemerkt hat, dass sie schwanger war. Sie hat das Kind abgetrieben, das kein „Ersatzkind“ für Daanes Thomas werden sollte. Der aufgebrachte Daane entgegnet ihr, sie habe den Tod um sich, und sie gehen im Streit auseinander. Daane betrinkt sich an diesem Abend, und auf dem Heimweg wird er von Skinheads überfallen. Als er seine Kamera gegen den Raub verteidigt, wird er von ihnen brutal zusammengeschlagen.
Daane überlebt die Verletzungen. Unwillig erwacht er nach Nahtoderlebnissen in einem Madrider Krankenhaus. Dort besuchen ihn seine Berliner Freunde, bringen Schultzes pfälzische Wurst mit, und der schweigsame Victor tanzt einen Stepptanz an seinem Krankenbett, den Arthur als rituelle Aufforderung begreift, er solle wieder aufstehen. Er erfährt, dass auch eine junge Frau an seinem Bett gewacht hat, die angab nach Santiago abzureisen. Doch als Arthur, noch immer körperlich lädiert, aus dem Krankenhaus entlassen wird und mit seinem alten Volvo Madrid verlässt, fährt er an der Abzweigung nach Santiago vorbei und folgt der Straße Richtung Norden.

## Form
Obwohl in Rezensionen vielfach als Historischer Roman, Künstlerroman, Liebesroman oder Großstadtroman bezeichnet, überwiegt in Allerseelen die Episodenform, in der Reflexionen und Beobachtungen miteinander verwoben werden und nur ein loses Handlungsgeflecht ergeben. Die filmischen Mittel des Protagonisten Arthur Daane finden auch ihren Niederschlag im Roman, der nicht nur mit dem Vokabular des Films spielt, sondern ebenso mit virtuellen Kameraeinstellungen. Roland H. Wiegenstein fasste Nootebooms Technik zusammen: „Er montiert Großaufnahmen und Halbtotalen in die Totalen. Ein Kameramann, der statt mit Objektiven und Filmen mit Worten arbeitet.“
Der auktoriale Erzähler, der den Roman in der dritten Person, doch aus Sicht Arthur Daanes erzählt, wird an mehreren Stellen durchbrochen von einem Chor in der ersten Person Plural. Er bietet eine zweite Erzählperspektive und beobachtet die Menschen aus einer nichtmenschlichen Warte, allerdings in einer bloßen Zuschauerrolle, ohne eingreifen zu können: „Und wer wir sind? Sagen wir vielleicht, der Chor. Irgendeine registrierende Instanz, die etwas weiter schauen kann als ihr, allerdings ohne Macht zu besitzen, auch wenn es vielleicht so ist, daß das, was wir verfolgen, erst durch unser Hinschauen entsteht.“ Der Chor verweist auf seine Vorbilder aus dem klassischen Theater von Sophokles und der Medea des Euripides bis zu Shakespeares Heinrich V. Gleichzeitig erinnert er an die modernen Engel aus Wim Wenders’ Film Der Himmel über Berlin. Dem Chor ist es vorbehalten den Roman zu beschließen mit bereits lange im Voraus angekündigten – „von unseren vier Worten dürft ihr euch nichts versprechen.“ – vier Schlussworten: „Und wir? Ach wir …“

## Interpretation

### Berlin

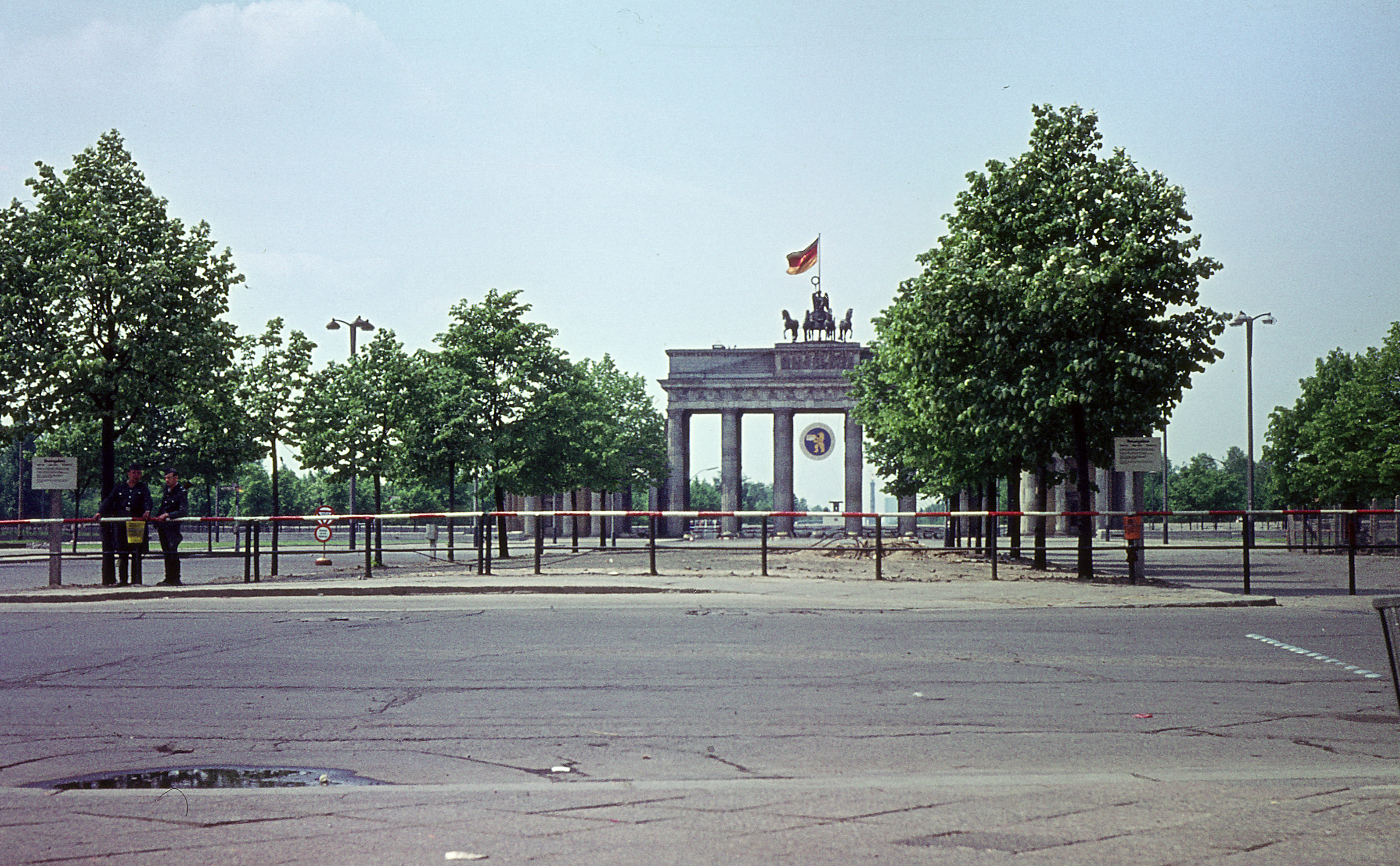
Der abgesperrte Pariser Platz 1964

Das Berlin aus Allerseelen ist eine Stadt, die „einen Schlaganfall erlitten“ hat, dessen „Folgen […] noch immer sichtbar“ sind. Die Mauer wird zu einer „Narbe, die noch lange zu sehen sein würde“, und die später in der Narbe Elik Oranjes ihren Widerhall findet. „Wer dafür empfänglich war, konnte den Bruch fast körperlich spüren.“ Doch gleichzeitig ist Berlin auch ein Kunstwerk, das auf Gestaltung wartet. Der Pariser Platz wird durch die Teilung „eine weite leere Fläche, […] wie bei einem frühen Mondrian“. Die Weiten Berlins erinnern an Bilder von Caspar David Friedrich, die Daane im Schloss Charlottenburg besichtigt hat. Deren völligen Mangel an Ironie, der ihn gleichzeitig anzieht wie abstößt, ihr Pathos wird Daane zum Sinnbild der deutschen Seele, von der er gegenüber seinen niederländischen Freunden stets hervorhebt: „Ich bin gern da, es ist ein ernsthaftes Volk.“
Daane kann sich selbst nicht erklären, „weshalb diese geheime Liebe nun ausgerechnet Berlin galt und nicht Städten, in denen es angenehmer oder spannender war, wie zum Beispiel Madrid oder New York.“ Er weiß nur: „Ich bin überall ein bißchen ungern.“ Und gerade diese Empfindung scheint ihm in besonderem Maße nach Berlin zu passen, denn in dieser Stadt „ging die eigene Melancholie scheinbar eine Verbindung mit einem anderen, widerspenstigeren und gefährlicheren Element ein, das man vielleicht auch als Melancholie bezeichnen konnte,“ das aber aus der Geschichte der Stadt stammte, „der breiten Straßen, durch die ganze Armeen marschieren konnten, der pompösen Gebäude und der leeren Räume zwischen ihnen“ sowie der zahlreichen Täter-Opfer-Beziehungen die in dieser Stadt entstanden waren, „ein Memento, in dem man Jahre umherstreifen könnte.“ Diese Stimmung, die Daane mit Berlin verbindet, findet ihren Ausdruck in der Tageszeit der Dämmerung, des Zwielichts, in der große Teile des Romans spielen. „[D]er unaussprechliche Reiz von Licht im Dunkel“, verführt den Filmemacher, ihn für seine „Sammlung“ immer wieder auf Zelluloid zu bannen. In einem Interview bekannte Nooteboom über seine eigene Beziehung zu Berlin: „Mir gefällt das Provisorische. Ich bin ein Meister der Vorläufigkeit. Gerade das verbindet mich mit Berlin.“
Berlin ist in Allerseelen auch die Stadt der Spannung zwischen Ost und West, Nord und Süd, Gegenwart und Vergangenheit und des Grenzgebiets zwischen diesen Gegensätzen. Die Gegensätze spiegeln sich in den unterschiedlichen Nationalitäten und Charakteren der Freundesrunde und in besonderem Maße in der Figur der Elik Oranje, einer Frau, die einen Männernamen trägt, einen Vornamen aus dem Balkan und den Nachnamen des Niederländischen Königshauses, die in Spanien geboren ist und nun in Deutschland studiert. Nooteboom zeigt in seinem Roman „[d]ie gesamte Menschheit, gesehen durch das Prisma Berlins“, einer Großstadt, die im Winter zu einem „Dorf in der Tundra“ werden kann, eine „Nische“, in der man sowohl etwas aufbewahren als auch etwas Verborgenes entdecken kann.

### Flaneur
Arthur Daane entspricht der literarischen Figur eines Flaneurs, der durch die Straßen Berlins schlendert, Eindrücke in sich aufnimmt und zu Reflexionen verarbeitet. Dabei beobachtet er nicht nur mit dem Auge, sondern auch mit der Kamera, mit der er seine Wahrnehmungen festhält. Nooteboom nimmt Bezug auf Walter Benjamin: „Irgendwann einmal hatte Arthur mit Victor eine Sendung über Walter Benjamin machen wollen, die er nach einem Benjamin-Zitat über den Flaneur »Die Sohlen der Erinnerung« hatte nennen wollen, wobei Victor dann die Rolle eines Berliner Flaneurs hätte übernehmen müssen, denn wenn irgend jemand auf den Sohlen der Erinnerung ging, dann er.“ Auch das Gespräch der vier Freunde ist geprägt von „flanierendem Denken“, in dem ein konkreter Gegenstand zu weitschweifigen philosophischen Diskursen führen kann, die „en passant“ in Schultzens Weinlokal abgehandelt werden.
Nooteboom formulierte 1995 in einem Essay über den Flaneur: „Flaneure sind Künstler, auch wenn sie nicht schreiben. Sie sind zuständig für die Instandhaltung der Erinnerung, sie sind die Registrierer des Verschwindens, […] sie sind das Auge, das Protokoll, die Erinnerung, das Urteil und das Archiv, im Flaneur wird sich die Stadt ihrer selbst bewußt.“ Und er verwies hier schon auf Benjamin: „[I]n seinen Sohlen, so Walter Benjamin, stecken ihre Erinnerungen, die Dinge, die jeder bereits vergessen hat, weil sie einem nichts nützen. Er ist der ganz und gar unnütze und zugleich ganz und gar unentbehrliche Passant, seine Arbeit besteht aus dem, was andere versäumen“.

### Verschwinden

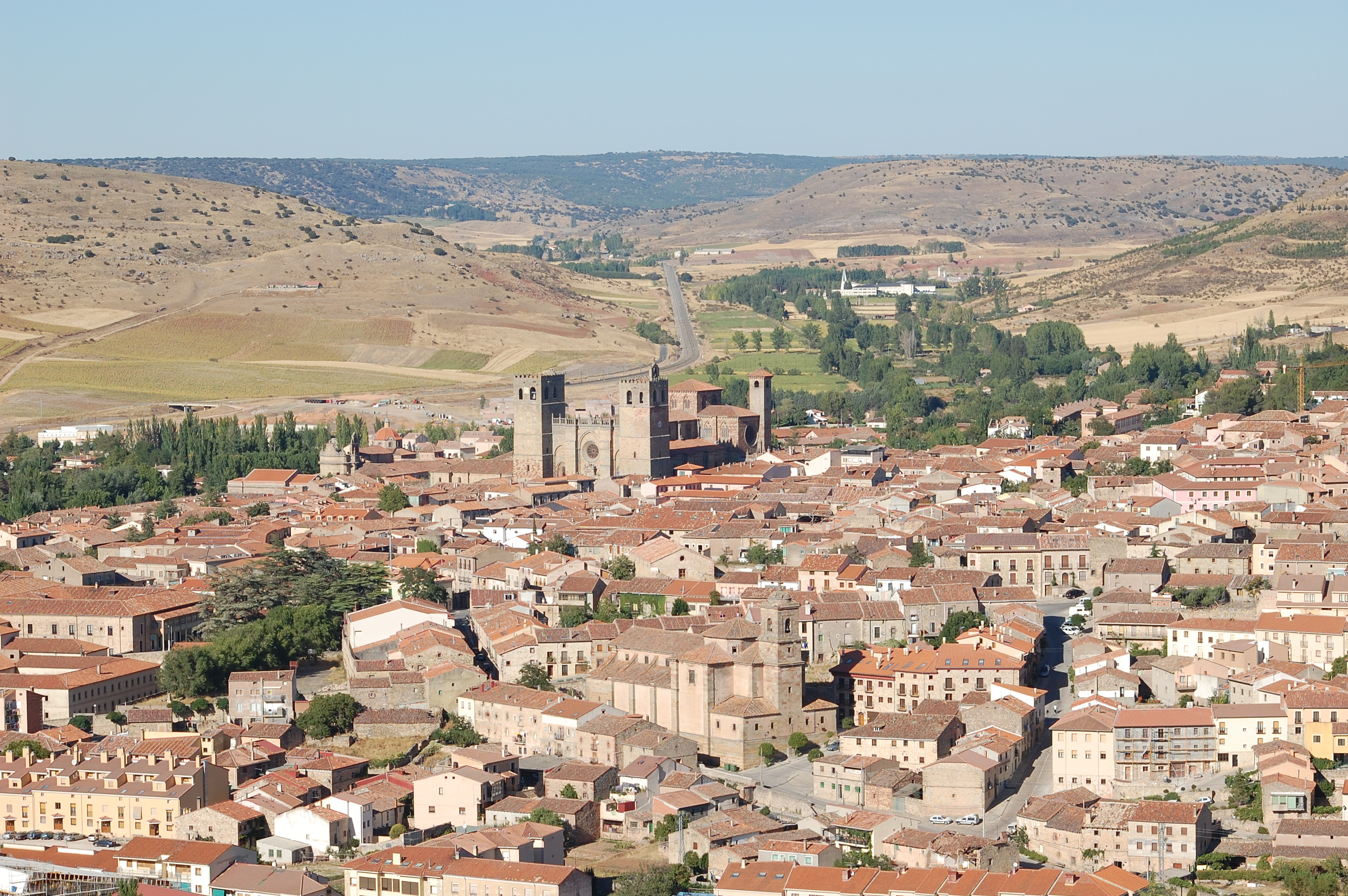
Sigüenza, im Zentrum die Kathedrale

An Allerseelen gedenkt man in der römisch-katholischen Kirche der Seelen der Verstorbenen. „Darauf warten die Toten das ganze Jahr.“ Doch für Arthur Daane sind sie andauernd präsent, seine tote Frau und sein toter Sohn ebenso wie die Sterbenden, die bereits seine ersten Schritte im winterlichen Berlin begleiten. Daane bedrückt „die Ungerührtheit der Welt“, „das spurlose Verschwinden von Erinnerungen“, das „allenthalben geleugnet wurde.“ Mit der Kamera kämpft er gegen dieses Verschwinden an: „Ich möchte die Dinge bewahren, die niemand sieht, die niemand beachtet, ich will das Allergewöhnlichste vor dem Verschwinden bewahren.“ Sein Kampf ist illusionslos, doch deswegen nicht weniger heroisch. Die gefilmten Erinnerungen verteidigt er gegen einen Raubüberfall ohne Rücksicht auf das eigene Leben. Zurück bleibt ein „Mann in einer Blutlache, der eine Kamera mit den Armen umklammerte“.
Arthur Daanes Sehnsucht, die Dinge mit seiner Kamera vor dem Verschwinden zu bewahren, findet ihre Entsprechung in Elik Oranjes Forschung über die Königin Urraca: „Eine Liebestat soll es werden, sie wird diese Frau aus dem erstickenden Vergessen retten“. Beider Obsessionen schließen sie von der Welt ab und führen letztlich dazu, dass sie auch einander nicht nahe kommen können. Arthur Daane bewegt sich in einer Grauzone, einem Zwischenreich zwischen Leben und Tod. „Der Filmer befindet sich in absentia“, wie seine Freunde spotten, und später: „Du bist ja schon gar nicht mehr da“. Alle Stufen des Romans führen ihn nach unten, zu Eliks Zimmer im Souterrain, zur U-Bahn, zur Kathedrale von Sigüenza. Daane filmt seinen eigenen Schatten, wird dadurch zum Teil seiner „Sammlung“, „ein Fußstapfen im Schnee“, „[e]in Teil all dieses Verschwundenen.“ Der Filmemacher verschwindet in seinem eigenen Werk.

## Stellung in Nootebooms Werk

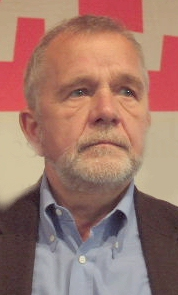
Rüdiger Safranski

Für Nooteboom, der als Reiseschriftsteller zahlreiche Länder bereiste, war Berlin immer schon ein Fixpunkt seines Werkes. 1963 berichtete er dort vom VI. Parteitag der SED. Vom Beginn des Jahres 1989 bis Juni 1990 lebte er als Stipendiat des Berliner Künstlerprogramms des Deutschen Akademischen Austauschdienstes in Berlin und erlebte aus erster Hand den politischen Umbruch und die deutsche Wiedervereinigung. In seiner Essaysammlung Berliner Notizen berichtete er über diese Zeit. Der Band wurde 1991 mit dem ersten Literaturpreis zum 3. Oktober ausgezeichnet. Auch später kehrte er immer wieder nach Berlin zurück, und so trägt auch die 1997 publizierte Niederschrift einer Rede den Titel Rückkehr nach Berlin.
Neben dem Berlin-Bezug lassen sich in Allerseelen Teile des ganzen Nooteboomschen Kosmos wiederfinden, vom Umweg nach Santiago, den Daane am Ende nicht nimmt, der Reise nach Japan bis zu den Gedichten aus Litanei des Auges. In den Freunden Arthur Daanes hat er zwei seiner eigenen Freunde ein literarisches Denkmal gesetzt: Der Philosoph Arno Tieck ist ein Porträt Rüdiger Safranskis, „der die kompliziertesten philosophischen Fragen so wunderschön erklären kann, daß ich sie mindestens zehn Minuten lang verstehe.“ Victor Leven, der „Revuekünstler aus der Vorkriegszeit“ mit dem dünnen „Schnurrbart eines David Niven“ ist ein Alter Ego des niederländischen Künstlers Armando. Arthur Daane selbst ist gleichzeitig Nootebooms Ebenbild und Gegenbild: er ist größer als Nooteboom und zwanzig Jahre jünger, was laut Ulrich Greiner manchmal dazu führt, „daß Daane ein bißchen weiser ist, als ihm zusteht.“

## Rezeption
Allerseelen fand wie die meisten von Nootebooms Publikationen seit dem Erfolg seiner Novelle Die folgende Geschichte seine größte Aufmerksamkeit im deutschen Sprachraum. Nach England drang Nootebooms Ruf nur „in Form eines fernen Gerüchts“, wie es Hugo Barnacle bei seinem Versuch ausdrückte, den Briten die englische Übersetzung All Souls’ Day nahezubringen. Besonderes Interesse weckte in Deutschland der Handlungsort Berlin. Der Roman wurde in den deutschsprachigen Feuilletons überwiegend äußerst positiv aufgenommen, wobei plakatives Lob ebenso vertreten war wie differenzierte Bewertungen.
Cees Nootebooms deutscher Verleger Siegfried Unseld stellte Allerseelen schon bei seinem Erscheinen in eine Reihe mit großen Vorbildern, indem er schrieb, dass er sich bei dem Roman „an die großen Flaneure unseres Jahrhunderts, die Orientierung, Klugheit und Unterhaltung boten: Egon Friedell, Franz Hessel, Arthur Elösser, Walter Benjamin“ erinnert gefühlt habe. Joachim Sartorius teilte diese Einschätzung und sprach eine Leseempfehlung aus: „Allerseelen ist Nootebooms persönlichstes Buch, das über seinen Glauben an die Kunst, über die Ängste und Freuden des Lebens Gültiges zu sagen weiß. Wer auf der Suche ist nach einer großartigen Metapher für die Rätselhaftigkeit aller individuellen Leben, der muss diesen Roman lesen.“ Zum Thema des Großstadtromans urteilte Wolfgang Hädecke: „Allerseelen ist einer der wichtigsten Berlin-Romane des Jahrhunderts“. Auch der im Roman selbst porträtierte Rüdiger Safranski betonte, es sei „der Holländer Cees Nooteboom, der den besten Berlin-Roman der jüngeren Zeit geschrieben hat“, der „aber auch eine einzige große, erzählerisch entfaltete Meditation über Zeit und Vergänglichkeit“ sei. Aus der Sicht Rolf Brockschmidts zeigte sich Nooteboom „in den Berlinpassagen […] in Bestform, locker fließt die Sprache in kunstvollen Sätzen, die Helga van Beuningen kongenial ins Deutsche übertragen hat. Er verzaubert die Leser, überrascht durch Gedankensprünge, während die philosophischen Debatten der Freunde oft ein wenig schwerfällig geraten sind.“ Allerseelen sei „ein Roman, der zum Innehalten auffordert. […] Ein Roman von großer Ernsthaftigkeit, gepaart mit subtilem Humor.“
Der Roman fand allerdings auch Kritik. Für Verena Auffermann handelte Allerseelen „von Allem und Nichts, vom Leerraum in sich selbst, vom Wesen der Liebe, des Abschieds und des Todes.“ Doch sie kam zum Schluss: „Allerseelen hat gute Passagen und große Schwächen. Nooteboom zerdehnt, auch wenn man gern den (Selbst)Gesprächen zuhört, seinen Text. Das Buch ist zu dick für eine kleine Geschichte […], dem Roman ist die Haltung des wandelnden Philosophen nicht bekommen.“ Christoph Bartmann befand: „Es wird viel gegessen, noch mehr geredet und zwischendurch kräftig geleitartikelt in dem Roman Allerseelen.“ Nooteboom sei „ein Meister der intellektuellen Sentimentalität.“ Thomas Poiss kritisierte: „Figuren wie die Teilnehmer der Tafelrunde bleiben flach. […] Es sind Masken, deren Gesprächsbeiträge durch Lebensgeschichten kaum individualisiert werden, so daß die Dialoge des Quartetts einem gehobenen Stammtisch ähneln“. Auch Elik blieb für ihn „eine Frau ohne Duft, reduziert auf die Narbe und ihren Willen.“ Der Kunstgriff, „die Welt zugleich aus der Sicht der Toten zu betrachten“ offenbarte für ihn „technische Defizite des Romans. Ein Buch, das Funktionen des auktorialen Erzählers dem Jenseits überträgt, vermag seinen Stoff im Diesseits nicht hinreichend zu organisieren.“
Dagegen spielten sich in den Augen von Claus-Ulrich Bielefeld in Allerseelen der Erzähler und der Essayist Nooteboom „leichthändig und augenzwinkernd die Bälle zu“. Er zog das Fazit: „Cees Nooteboom hat der Dialektik von Erinnern und Vergessen, Vergangenheit und Wirklichkeit ausgesetzt, er hat uns auf anspielungs- und geistreiche Weise an seiner Suche nach der verlorenen Zeit teilnehmen lassen: ein grosses Leseabenteuer.“ Für Ulrich Greiner hatte Cees Nooteboom mit Allerseelen „wieder einen großen und ausgeruhten, einen europäischen und kosmopolitischen Roman geschrieben“. Das Buch sei gleichzeitig Berlin-Roman, historischer Roman und Liebesroman und „ein Gewinn. Für einen Augenblick ist man imstande, der vergehenden Zeit ins Angesicht zu sehen, ohne den Fluch der Vergänglichkeit zu empfinden.“ Lothar Schmidt-Mühlisch urteilte: „Cees Nootebooms jüngster Roman Allerseelen vollzieht noch konsequenter, noch bedrängender, noch schmerzhafter, was die meisten seiner Bücher davor schon taten: Er geht durch die Welt und versucht sich verzweifelt ein Bild von ihr zu machen.“ Der Roman sei „kein Liebesroman, sondern ein Diskurs über die Unfähigkeit des Menschen, mit seinen Bedingungen leben zu können.“
Wie bereits Nootebooms vorige Publikationen brachten die Verkaufszahlen der deutschen Übersetzung Allerseelen auf die Bestsellerliste des Spiegels, auf der sich der Roman vom 29. März bis 5. Juli 1999 hielt.

### Textausgaben
- Cees Nooteboom: Allerseelen. Übersetzung von Helga van Beuningen. Suhrkamp, Frankfurt am Main 2000, ISBN 3-518-39663-3 (auf diese Ausgabe beziehen sich die angegebenen Seitenzahlen)
- Cees Nooteboom: Allerseelen. Gekürzte Lesung des Autors. Hoffmann und Campe, Hamburg 2006, ISBN 3-455-30467-2

### Sekundärliteratur
- Iris Hermann: Eingeschränkte Sichtbarkeit und Medialität in Cees Nootebooms Roman „Allerseelen“. In: Zeitschrift für Literaturwissenschaft und Linguistik 39 (2009), Nr. 153, S. 156–170.
- Matthias Keidel: Die Wiederkehr der Flaneure. Königshausen & Neumann, Würzburg 2006, ISBN 3-8260-3193-8, S. 169–194